# Un Canadien errant
Un Canadien errant (Ein umherirrender Kanadier) ist ein französisches Lied, dessen Text 1842 von Antoine Gérin-Lajoie geschrieben wurde. Das Lied ist vielfach gecovert worden, so von Nana Mouskouri und von Leonard Cohen.

## Entstehung  des Liedes
1837 fand in Kanada ein Aufstand statt. Zahlreiche Teilnehmer an diesem Aufstand wurden inhaftiert und einige hingerichtet, andere flohen in die Vereinigten Staaten. Antoine Gérin-Lajoie (1824–1882) verfasste während seines Studiums in Nicolet einen Text über das Schicksal der Flüchtlinge und deren Sehnsucht nach der Heimat. Als Melodie verwendete er das französische Volkslied Si tu te mets anguille, das seinerseits eine Variante des Lieds J'ai fait une maîtresse war. 1844 wurde das Lied in der Satire-Zeitung Le Charivari canadien unter dem Titel Le Proscrit veröffentlicht.
Das Lied verbreitete sich in ganz Kanada. Die Akadier, die in den Jahren von 1755 bis 1763 durch Deportation aus ihrer Heimat vertrieben worden waren, adaptierten das Lied als Un Acadien errant.

## Versionen  des Liedes
Paul Robeson sang das Lied in den 1950er Jahren in einer zweisprachigen Version. In den USA erschien diese Version aber erst 1977 auf Platte.
Das englischsprachige, kanadische Folkduo Ian and Sylvia interpretierte das Lied in französischer Sprache 1962 auf ihrem Debütalbum Ian & Sylvia.
Nana Mouskouri trug dieses Lied im Januar 1966 auf ihrer ersten Kanada-Tournee vor. Als sie das Lied zum Abschluss ihres Programms anstimmte, erhob sich das Publikum und sang mit. Nana Mouskouri sang das Lied nicht nur bei nahezu allen späteren Auftritten in Kanada, sondern auch in anderen Ländern und machte dadurch das Lied auch international bekannt.
Leonard Cohen nahm das Lied 1979 in französischer Sprache für sein Album Recent Songs auf und unterlegte seinen Gesang mit Mariachi-Musik.
Auf dem Soundtrack des 2008 uraufgeführten Films One Week – Das Abenteuer seines Lebens wird das Lied vom Folkduo Whitehorse gesungen.

## Hall of Fame
2007 wurde das Lied in die Canadian Songwriters Hall of Fame aufgenommen. Als Interpreten werden Ian and Sylvia, Nana Mouskouri, Leonard Cohen, Alan Mills,  Jacques Labrecque und Hélène Baillargeon angeführt.

## Originaltext
Un Canadien errant,

Banni de ses foyers,

Parcourait en pleurant

Des pays étrangers.

Un jour, triste et pensif,

Assis au bord des flots,

Au courant fugitif

Il adressa ces mots:

"Si tu vois mon pays,

Mon pays malheureux,

Va, dis à mes amis

Que je me souviens d'eux.

"Ô jours si pleins d'appas

Vous êtes disparus,

Et ma patrie, hélas!

Je ne la verrai plus!

"Non, mais en expirant,

Ô mon cher Canada!

Mon regard languissant

Vers toi se portera..."

## Englischsprachige Version
John Murray Gibbon (1875–1952) verfasste 1927 eine englischsprachige Version.
Once a Canadian lad,

Exiled from hearth and home,

Wandered, alone and sad,

Through alien lands unknown.

Down by a rushing stream,

Thoughtful and sad one day,

He watched the water pass

And to it he did say:

"If you should reach my land,

My most unhappy land,

Please speak to all my friends

So they will understand.

"Tell them how much I wish

That I could be once more

In my beloved land

That I will see no more.

"My own beloved land

I'll not forget till death,

And I will speak of her

With my last dying breath.

"My own beloved land

I'll not forget till death,

And I will speak of her

With my last dying breath."